# Igor Hinić
Igor Hinić, hrvaški vaterpolist in trener, * 4. december 1975, Reka, SR Hrvaška, SFRJ.
Bil je član hrvaške reprezentance, ki je osvojila srebrno medaljo na poletnih olimpijskih igrah 1996 v Atlanti in zlato medaljo na poletnih olimpijskih igrah 2012 v Londonu.
Hinić je nastopil na petih zaporednih poletnih olimpijskih igrah za svojo domovino od leta 1996 do 2012. Skupaj z Grkom Georgiosom Afroudakisom in Madžarom Tamásom Kásásom je deseti športnik, ki je v vaterpolu nastopal na petih olimpijskih igrah. Razglašen je bil tudi za najdragocenejšega igralca hrvaške reprezentance.
Igral je za Primorje, Brescio, Mladost, Enko Istanbul. Bil je desničar. Ekipi je pomagal do zmage v italijanskem prvenstvu leta 2003 in turškem prvenstvu leta 2015.
Trenutno je Hinić trener v domači Reki. Visok je 203 cm in tehta 110 kg.